# 사막의 여우 작전
사막의 여우 작전은 미·영 연합군이 이라크의 대량살상무기 은닉 의혹 및 제조 시설에 대한 공습을 감행한 사건이다.

## 개요
1991년 걸프전에서 양측이 휴전에 합의한 이후, 다국적 연합군은 이라크에서 철수해 있었다. 그러던 1994년, 이라크가 UN 결의안을 무시하고 국경지대에 대규모 병력을 집결, 긴장이 고조되었다. 1997년에는 UN 무기 사찰단을 추방하였고, 이후 사찰을 계속 방해하고 협력을 거부했다. 1998년 UN 사찰단이 이라크를 떠나자마자 미·영은 이라크에 대한 공습을 감행, 17일 '사막의 여우(desert fox)'로 명명했다.

## 논란
미국과 영국의 이라크 공습으로 이라크에 대한 UN의 무기 사찰이 더욱 어려워지고 정보 획득도 불가능해졌다. 또한 별다른 공습 효과가 나오지 않은 것으로 알려졌다.
공습 시점이 빌 클린턴 대통령의 탄핵 시점과 맞물리면서 국면전환용이란 비난을 받았다.

## 같이 보기
- 2003년 이라크 침공
- 사담 후세인
- 이란-이라크 전쟁
- 걸프 전쟁